# Cantón de Solesmes
El cantón de Solesmes era una división administrativa francesa, que estaba situada en el departamento de Norte y la región de Norte-Paso de Calais.

## Composición
El cantón estaba formado por diecisiete comunas:
- Beaurain
- Bermerain
- Briastre
- Capelle
- Escarmain
- Haussy
- Montrécourt
- Romeries
- Saint-Martin-sur-Écaillon
- Saint-Python
- Saint-Vaast-en-Cambrésis
- Saulzoir
- Solesmes
- Sommaing
- Vendegies-sur-Écaillon
- Vertain
- Viesly

## Supresión del cantón de Solesmes
En aplicación del Decreto n.º 2014-167 de 17 de febrero de 2014, el cantón de Solesmes fue suprimido el 22 de marzo de 2015 y sus 17 comunas pasaron a formar parte; dieciséis del nuevo cantón de Caudry y una del nuevo cantón de Le Cateau-Cambrésis.